# Nuova vita
Nuova vita (Une nouvelle vie) è un film francese del 1993 diretto da Olivier Assayas.